# أورتا نوفا
أورتا نوفا (بالإيطالية: Orta Nova)‏ هي بلدية في مقاطعة فودجا في إقليم بوليا الإيطالي.

## السكان
في سنة 1861 بلغ عدد السكان 3٬742 نسمة، وتطور العدد ليصل في سنة 2011 لـ 16٬999 نسمة.
يظهر هذا المخطط البياني تطور النمو السكاني لـ أورتا نوفا

## توأمة
لأورتا نوفا اتفاقيات توأمة مع:
- لافيلو